# Platyxythrius robustus
Platyxythrius robustus is een keversoort uit de familie van de loopkevers (Carabidae). De wetenschappelijke naam van de soort werd voor het eerst geldig gepubliceerd in 1941 door Stefano Ludovico Straneo.